# Erik Svensson (fotbollsspelare)
Erik "Kick" Svensson, född 16 april 1903, död 1942, var en svensk fotbollsspelare som spelade hela sin seniorkarriär i Malmö FF som forward.
Svenssons son, Lennart "Lill-Kick" Svensson (född 1934), gjorde nästan 200 matcher för Malmö FF som mittfältare.